# Новое Дрожжаное
Новое Дрожжаное (тат. Яңа Чүпрәле) — село в Дрожжановском районе Республики Татарстан. Входит в состав Стародрожжановского сельского поселения.

## География
Расположено на левом берегу реки Малая Цильна напротив села Старое Дрожжаное (райцентр).

## Население
| 2002 |
| ---- |
| 1053 |

## История
В 1780 году, при создании Симбирского наместничества, деревня Новой Дрозжаной Куст, крещёных татар, служилых татар, вошло в состав Буинского уезда.
В «Списке населенных мест по сведениям 1859 года», изданном в 1863 году, населённый пункт упомянут как лашманская деревня Новый Дрожжаной Куст 1-го стана Буинского уезда Симбирской губернии. Располагалась на левом берегу реки Цыльны, по левую сторону коммерческого тракта из Буинска в Алатырь, в 59 верстах от уездного города Буинска и в 22 верстах от становой квартиры во владельческой деревне Малая Цыльна. В деревне, в 75 дворах проживали 720 человек (390 мужчин и 330 женщин), была мечеть.
В 1961 году Новое Дрожжаное, Старое Ильмово, Чувашское Дрожжаное, Хайбулдино, Кушкувай и Старое Дрожжаное объединили в один колхоз «Россия»..